# Damernas svikthopp i simhopp vid olympiska sommarspelen 2012
Damernas svikthopp i simhopp vid olympiska sommarspelen 2012 i London ägde rum 3 och 5 augusti i London Aquatics Centre.

## Medaljörer
| Event         | Guld           | Silver     | Brons                |
| 3 meter svikt | Wu Minxia Kina | He Zi Kina | Laura Sánchez Mexiko |

## Resultat
Finalister får grön färg.
| Placering | Simhoppare            | Kval           | Kval      | Semifinal | Semifinal        | Final            | Final            | Final            | Final            | Final            | Final            | Final            |
| Placering | Simhoppare            | Poäng          | Placering | Poäng     | Placering        | Hopp 1           | Hopp 2           | Hopp 3           | Hopp 4           | Hopp 5           | Poäng            | Placering        |
| --------- | --------------------- | -------------- | --------- | --------- | ---------------- | ---------------- | ---------------- | ---------------- | ---------------- | ---------------- | ---------------- | ---------------- |
| 1         | Wu Minxia             | Kina           | 387,75    | 1         | 394,40           | 1                | 79,50            | 79,75            | 85,25            | 84,00            | 85,50            | 414,00           |
| 2         | He Zi                 | Kina           | 363,85    | 2         | 354,50           | 3                | 76,50            | 83,70            | 78,00            | 76,50            | 64,50            | 379,20           |
| 3         | Laura Sánchez         | Mexiko         | 320,15    | 9         | 336,50           | 7                | 70,50            | 67,50            | 75,00            | 74,40            | 75,00            | 362,40           |
| 4         | Tania Cagnotto        | Italien        | 349,80    | 3         | 362,10           | 2                | 76,50            | 69,00            | 68,20            | 72,00            | 76,50            | 362,20           |
| 5         | Sharleen Stratton     | Australien     | 342,70    | 5         | 327,60           | 9                | 70,5             | 67,50            | 66,65            | 69,00            | 72,00            | 345,65           |
| 6         | Jennifer Abel         | Kanada         | 344,15    | 4         | 353,25           | 4                | 66,00            | 77,50            | 55,50            | 72,00            | 72,00            | 343,00           |
| 7         | Cassidy Krug          | USA            | 320,10    | 10        | 345,60           | 5                | 72,00            | 72,85            | 70,50            | 72,00            | 55,50            | 342,85           |
| 8         | Christina Loukas      | USA            | 330,45    | 7         | 339,75           | 6                | 69,00            | 64,50            | 66,00            | 65,10            | 67,50            | 332,10           |
| 9         | Olena Fedorova        | Ukraina        | 308,70    | 14        | 314,70           | 12               | 65,80            | 63,00            | 63,00            | 61,50            | 64,50            | 317,80           |
| 10        | Anna Lindberg         | Sverige        | 318,60    | 11        | 319,80           | 10               | 63,00            | 55,80            | 67,50            | 67,50            | 63,00            | 316,80           |
| 11        | Jaele Patrick         | Australien     | 289,65    | 18        | 315,60           | 11               | 67,50            | 63,00            | 60,00            | 58,90            | 60,00            | 309,40           |
| 12        | Emilie Heymans        | Kanada         | 337,20    | 6         | 331,35           | 8                | 67,50            | 46,20            | 72,00            | 58,50            | 51,00            | 295,20           |
| 13        | Hannah Starling       | Storbritannien | 298,95    | 17        | 313,95           | 13               | Gick inte vidare | Gick inte vidare | Gick inte vidare | Gick inte vidare | Gick inte vidare | Gick inte vidare |
| 14        | Nora Subschinski      | Tyskland       | 311,70    | 12        | 313,20           | 14               | Gick inte vidare | Gick inte vidare | Gick inte vidare | Gick inte vidare | Gick inte vidare | Gick inte vidare |
| 15        | Francesca Dallapé     | Italien        | 311,25    | 13        | 312,60           | 15               | Gick inte vidare | Gick inte vidare | Gick inte vidare | Gick inte vidare | Gick inte vidare | Gick inte vidare |
| 16        | Katja Dieckow         | Tyskland       | 303,90    | 15        | 312,50           | 16               | Gick inte vidare | Gick inte vidare | Gick inte vidare | Gick inte vidare | Gick inte vidare | Gick inte vidare |
| 17        | Nadezjda Bazhina      | Ryssland       | 325,00    | 8         | 310,70           | 17               | Gick inte vidare | Gick inte vidare | Gick inte vidare | Gick inte vidare | Gick inte vidare | Gick inte vidare |
| 18        | Rebecca Gallantree    | Storbritannien | 299,25    | 16        | 267,10           | 18               | Gick inte vidare | Gick inte vidare | Gick inte vidare | Gick inte vidare | Gick inte vidare | Gick inte vidare |
| 19        | Anastasia Pozdnjakova | Ryssland       | 286,50    | 19        | Gick inte vidare | Gick inte vidare | Gick inte vidare | Gick inte vidare | Gick inte vidare | Gick inte vidare | Gick inte vidare | Gick inte vidare |
| 20        | Cheong Jun Hoong      | Malaysia       | 272,45    | 20        | Gick inte vidare | Gick inte vidare | Gick inte vidare | Gick inte vidare | Gick inte vidare | Gick inte vidare | Gick inte vidare | Gick inte vidare |
| 21        | Hanna Pysmenska       | Ukraina        | 271,50    | 21        | Gick inte vidare | Gick inte vidare | Gick inte vidare | Gick inte vidare | Gick inte vidare | Gick inte vidare | Gick inte vidare | Gick inte vidare |
| 22        | Flóra Gondos          | Ungern         | 266,45    | 22        | Gick inte vidare | Gick inte vidare | Gick inte vidare | Gick inte vidare | Gick inte vidare | Gick inte vidare | Gick inte vidare | Gick inte vidare |
| 23        | Jocelyn Castillo      | Venezuela      | 266,00    | 23        | Gick inte vidare | Gick inte vidare | Gick inte vidare | Gick inte vidare | Gick inte vidare | Gick inte vidare | Gick inte vidare | Gick inte vidare |
| 24        | Ng Yan Yee            | Malaysia       | 257,85    | 24        | Gick inte vidare | Gick inte vidare | Gick inte vidare | Gick inte vidare | Gick inte vidare | Gick inte vidare | Gick inte vidare | Gick inte vidare |
| 25        | Nóra Barta            | Ungern         | 257,70    | 25        | Gick inte vidare | Gick inte vidare | Gick inte vidare | Gick inte vidare | Gick inte vidare | Gick inte vidare | Gick inte vidare | Gick inte vidare |
| 26        | Fanny Bouvet          | Frankrike      | 257,10    | 26        | Gick inte vidare | Gick inte vidare | Gick inte vidare | Gick inte vidare | Gick inte vidare | Gick inte vidare | Gick inte vidare | Gick inte vidare |
| 27        | Marion Farissier      | Frankrike      | 248,70    | 27        | Gick inte vidare | Gick inte vidare | Gick inte vidare | Gick inte vidare | Gick inte vidare | Gick inte vidare | Gick inte vidare | Gick inte vidare |
| 28        | Juliana Veloso        | Brasilien      | 241,15    | 28        | Gick inte vidare | Gick inte vidare | Gick inte vidare | Gick inte vidare | Gick inte vidare | Gick inte vidare | Gick inte vidare | Gick inte vidare |
| 29        | Arantxa Chávez        | Mexiko         | 225,45    | 29        | Gick inte vidare | Gick inte vidare | Gick inte vidare | Gick inte vidare | Gick inte vidare | Gick inte vidare | Gick inte vidare | Gick inte vidare |
| 30        | Jenifer Benítez       | Spanien        | 224,60    | 30        | Gick inte vidare | Gick inte vidare | Gick inte vidare | Gick inte vidare | Gick inte vidare | Gick inte vidare | Gick inte vidare | Gick inte vidare |